# Mill Iron
Mill Iron é uma comunidade não incorporada no condado de Carter no estado norte-americano do Nevada. Mill Iron fica a cerca de 26 quilómetros a leste da capital do condado, Ekalaka. A comunidade possuiu uma estação de correios até 1 de janeiro de 1994.